# Lodovico Pace
Lodovico Pace (Civitavecchia, 25 aprile 1949) è un politico e poeta italiano.

## Biografia
Nato il 25 aprile 1949 a Civitavecchia è attualmente residente a Roma.

### Cariche Elettive
Nel 1993 è eletto consigliere comunale di Roma con il MSI.
È stato eletto nel 1994 senatore con il Polo delle Libertà nella XII legislatura, e rieletto per altre due legislature (1996 e 2001) nel collegio uninominale di Roma-Fiumicino. Nel 2006 è candidato alla Camera con AN ma non è eletto.
Nel 2008 è  nominato assessore alla Casa, Servizi Sociali e Scuola del XIII municipio di Roma (Ostia Lido).

### Attività  culturale
È stato  tra i fondatori nel 1979 del movimento poetico Vertex, nel 1983 ha pubblicato il libro di poesie "L'ape regina" e nel 2007  "Sinistri e Maldestri".